# Paléobiologie
La paléobiologie, étude de la vie des temps passés, permet de reconstituer l'histoire des êtres vivants. Cette histoire donne aussi des indices sur les mécanismes évolutifs en jeu dans l'évolution des espèces. La paléobiologie s'occupe plus particulièrement des restes fossiles des êtres vivants. La paléogénétique, science récente, s'intéresse au matériel génétique ayant survécu jusqu'à aujourd'hui. 
Ces deux approches sont limitées par la dégradation du matériel biologique au cours du temps. Ainsi, les informations issues des restes sont d'autant plus rares que l'être vivant concerné est ancien. De plus, certaines conditions sont plus propices que d'autres à la conservation du matériel biologique. Ainsi, les environnements anoxiques ou très froids entravent la dégradation des restes. Les restes vivants sont donc lacunaires et sont bien souvent insuffisants pour retracer l'histoire évolutive du vivant.

#### Ouvrages généraux
- Nicolas Théobald et Adrien Gama, Paléontologie : éléments de paléobiologie ([2e éd. revue et mise à jour]), Paris, Doin, Deren et Cie, 1969, 584 p. (OCLC 489626848, SUDOC 002208865, lire en ligne).

#### Études particulières
- (it) Luigi Capasso, I fuggiaschi di Ercolano. Paleobiologia delle vittime dell'eruzione vesuviana del 79 d. C. (coll. « Biblioteca archeologica », 33). Roma, L'Erma di Bretschneider, 2001,1104 p., 3028 ill.  (ISBN 88-8265-141-X)

#### Revue spécialisée
- Revue de paléobiologie, Muséum d'histoire naturelle de Genève.